# مارك تومبكينز
مارك تومبكينز (بالفرنسية: Mark Tompkins)‏ هو ملحن فرنسي، ولد في 1954 في الولايات المتحدة.